# Mikaelshulen
Mikaelshulen (Michaelshöhle) oder auch Sankt Mikaels kirke (Sankt-Michaels-Kirche) ist eine unter Schutz gestellte Berghöhle in der Kommune Skien in der norwegischen Provinz (Fylke) Telemark. Sie befindet sich in der steilen Felswand ca. 30 Meter über dem See Norsjø.

## Entstehung der Höhle
Die Höhle entstand durch Erosion. Durch Wellen und Fjordeis sowie den Druck des Inlandeises ist das lockere Gestein aus Gneis und Granit aus dem Berg ausgewaschen worden. Das umliegende Felsgestein besteht aus härterem Gneis. Die Höhle wurde danach höchstwahrscheinlich weiter von Menschen bearbeitet.
Der Höhleneingang zur Seeseite ist in einem Halbkreis geformt und rund vier bis fünf Meter breit und hoch. Dahinter öffnet sich der Raum bis zu einer Höhe von 5,70 Metern. Insgesamt ist die Höhle 20 Meter tief und sieben Meter breit.

## Geschichte und Bedeutung
Die Höhle wurde als Kirche in der katholischen Zeit benutzt und war dem Erzengel Michael geweiht. Sie war mit einem Kreuz und Altar ausgeschmückt und Messen wurden abgehalten. Auf dem Gipfel des Berges war eine Grabstätte angelegt. Darüber hinaus war die Höhle ein wichtiger Wallfahrtsort für Pilger.
In Norwegen sind rund 20 Michaelskirchen bekannt. Sie waren oft in Höhlen oder auf einem Berg gelegen, damit der Erzengel Michael gegen den Teufel kämpfen konnte, der im Kampf die Form von einem Wurm oder einem Drachen annahm.
In Bischofs Eysteins jordebok aus dem 15. Jahrhundert, welches einem Grundbuch entspricht, ist unter anderem auch die Kirkja i Mikjálsbergi (Kirche im Michaelsberg) gelistet. Eine Beschreibung auf Latein aus dem Jahr 1643 nennt es Templum Mirabile, den wundersamen Tempel. Das kann eine Anspielung auf die Kirche sein, die bis ins Jahr 1537 geweiht war.
Mit Einführung der Reformation bis ins Jahr 1843 blieb die Kirche die letzte Zuflucht für Katholiken. Zu dieser Zeit stand das Mönchtum unter einer Todesstrafe und Vater Sylvester war der letzte Mönch in der Umgebung. Als er starb, wurde er in der Rückwand der Kirche begraben, von der man annahm, dass sie die Sakristei darstellte.